# Blood Bowl (videojuego de 2009)
Blood Bowl es un videojuego de deportes de fantasía de 2009 desarrollado por Cyanide, basado libremente en el fútbol gridiron y adaptado del juego de mesa del mismo nombre. Fue producido por Games Workshop utilizando el conjunto de reglas CRP. Fue lanzado para Microsoft Windows, Xbox 360, Nintendo DS, PlayStation Portable, iOS y Android.

## Jugabilidad
El juego es una versión de fantasía del fútbol americano jugado entre dos equipos de hasta 16 jugadores, cada equipo presentando hasta 11 jugadores a la vez. Los touchdowns se anotan llevando la pelota a la zona de anotación del equipo contrario, y un equipo puede ganar ya sea anotando la mayor cantidad de touchdowns o eliminando violentamente a toda la plantilla del otro equipo. El juego tiene modos de estrategia en tiempo real y por turnos. Los jugadores pueden elegir jugar el juego en cualquiera de los modos. Las cartas de Juego Especial no están incluidas en el juego principal.
Durante el modo carrera principal, el jugador debe comenzar desde cero y construir un equipo; El modo carrera puede continuar eternamente. A medida que el equipo suba en la clasificación del torneo, el jugador contratará mejores jugadores para su equipo. Si uno o varios de los jugadores del equipo se lesionan o mueren durante un partido, el jugador deberá reemplazarlos para uno o varios de los próximos partidos hasta que estén listos para volver al campo. Si el jugador no tiene dinero para curarlos, aún podrá jugar con el jugador lesionado, pero las posibilidades de que ese jugador muera aumentan.
Los jugadores participan en torneos donde ganarán experiencia y subirán de nivel. El jugador puede asignar puntos de habilidad para comprar nuevas habilidades que afectarán al rendimiento del jugador, como mejorar sus tiradas de dados, tener una segunda oportunidad en una mala tirada y otras bonificaciones en ese sentido. Las ligas son completamente personalizables: hay 25 elementos que el usuario puede editar, como equipos, razas, jugadores y reglas del campeonato. Los jugadores también pueden organizar torneos en línea en la comunidad, lo que también permite a los jugadores ganar experiencia como en el modo de un solo jugador. Los torneos pueden tener un mínimo de cuatro participantes y un máximo de 24; ninguno de los equipos puede ser controlado por la IA. Un jugador puede jugar con un equipo de franquicia en solitario en línea, pero no puede usarlo en torneos o ligas en línea. Los jugadores no pueden cambiar entre los modos RTS y por turnos a mitad del torneo. Los jugadores pueden crear logotipos personalizados para sus equipos.
Las versiones de Nintendo DS y PlayStation Portable carecen de juego de liga de carrera y opciones de personalización. El modo multijugador implica un juego por turnos en las versiones portátiles, aunque la versión de PSP también incluye multijugador inalámbrico.
El primer lanzamiento tanto en DS como en PSP mostró problemas funcionales importantes que impidieron a los jugadores completar el modo carrera, ya que sus archivos de datos se corrompieron después de unas pocas horas de juego. Desde entonces, se ha proporcionado un servicio de reemplazo a los propietarios de la versión de PSP. La versión de Xbox 360 también sufrió problemas tales como la no conservación de la experiencia obtenida durante los juegos, lo que hacía que el juego de liga fuera inútil. La versión de Xbox 360 también se abandonó después de la versión original del juego.

## Expansiones
En octubre de 2009, Cyanide Studios anunció una expansión gratuita que contenía la raza de los Elfos Oscuros. La actualización fue lanzada el 20 de noviembre de 2009 como una descarga gratuita y como un lanzamiento en la tienda en Europa con una guía de estrategia. El contenido descargable con los Elfos Oscuros fue lanzado junto con una actualización del título para Xbox 360, pero, aunque era gratuito en PC, Microsoft decidió cobrar a los jugadores en Xbox 360. A pesar de haber sido aprobado en Norteamérica, la actualización del título de Xbox 360 no fue aprobada en los territorios de EMEA.
En abril de 2010, Cyanide anunció una versión actualizada del juego, Blood Bowl: Legendary Edition, que se lanzaría en noviembre de 2010 con 11 equipos nuevos (Amazon, Elf, Halfling, High Elf, Khemri, Necromantic, Norse, Nurgle, Ogre, Undead y Vampire), y agregó correcciones de errores y reglas. Esta edición se basa en el conjunto de reglas actual de CRP y contiene 21 de las 24 listas oficiales del BBRC (Comité de Reglas de Blood Bowl). Las razas que faltan son los Enanos del Caos, el Pacto del Caos y los Slann.
En mayo de 2012, Cyanide y Focus anunciaron que se lanzaría la siguiente versión del juego, Blood Bowl: Chaos Edition, con 3 equipos nuevos (2 de las reglas: Enanos del Caos y Underworld, y un tercero formado completamente por ellos: Daemons of Khorne), 2 jugadores estrella adicionales y un nuevo estadio, quedando fuera del Chaos Pact y los Slann. Cyanide Studios también lanzó una adaptación de Dungeonbowl en el mismo año.
Una secuela, Blood Bowl 2, se lanzó en septiembre de 2015. Una segunda secuela, Blood Bowl 3, fue anunciada en agosto de 2020 y fue lanzada el 23 de febrero de 2023.

## Desarrollo
Cyanide creó un título similar, Chaos League, en 2004. La similitud entre Chaos League y Blood Bowl de Games Workshop condujo a una demanda, que se resolvió extrajudicialmente. Uno de los términos del acuerdo fue que Cyanide recibiría una licencia para desarrollar un nuevo título utilizando la propiedad oficial de Blood Bowl.
En agosto de 2007, Cyanide anunció que se desarrollaría un nuevo juego para computadoras Microsoft Windows que se lanzaría en 2008. El 14 de noviembre de 2007, se anunciaron las versiones de Nintendo DS, PlayStation Portable y Xbox 360. Originalmente, se creía que el juego estaría en Xbox Live Arcade, pero se reveló que sería un título de lanzamiento en la tienda. Una versión jugable limitada del juego fue mostrada en el Blood Bowl Grand Tournament en Nottingham durante el fin de semana del 10 de mayo de 2008. El 18 de diciembre de 2008, un empleado de Focus anunció en el foro de Cyanide Blood Bowl que la fecha de lanzamiento se había retrasado hasta el segundo trimestre de 2009 (junio). La versión para PC estuvo disponible para su descarga digital el 26 de junio de 2009.
El 25 de junio de 2008, se lanzó un tráiler con la cinemática de apertura y una muestra de la jugabilidad.
Cyanide Studios recibió permiso de Games Workshop para incluir un modo en tiempo real en el juego, siempre que el desarrollador se adhiriera estrictamente a las reglas del Living Rulebook 5.0; fue el éxito de Cyanide con Chaos League lo que le dio a Games Workshop la confianza para permitirles adaptar las reglas al juego en tiempo real.

### Gestión de derechos digitales
La versión para PC de Blood Bowl tiene tecnología de gestión de derechos digitales SecuROM. SecuROM existe tanto en la versión de venta minorista en DVD como en las versiones de descarga digital, incluidas las distribuciones de descarga digital de los servicios de entrega de contenido Steam e Impulse. Se proporciona un código de activación con el juego y hay un programa de desinstalación específico instalado que se puede utilizar para revocar la licencia para su uso posterior.

## Recepción
Según el sitio web agregador de reseñas Metacritic, Blood Bowl recibió críticas «mixtas», y la versión para Windows tuvo mejores resultados que el resto. La versión para DS obtuvo la recepción más negativa.
Steven Hopper de GameZone le dio a la versión para Xbox 360 un 6,5 de 10, diciendo: «Blood Bowl es una oportunidad perdida como lo demuestra el potencial de la fuente en la que se basa. Si realmente quieres profundizar en la diversión de Blood Bowl, es mejor que pruebes el juego de mesa». IT Reviews señaló que en Xbox 360 Blood Bowl tenía un «modo en tiempo real flácido y aparentemente inútil, una presentación tosca [y] una falta de opciones en línea en comparación con la versión de PC». Al reseñar la versión para Windows, PC Powerplay comentó: «A pesar de algunas preocupaciones sobre la presentación, el resto de lo que se ofreció durante este partido fue realmente emocionante». PC Gamer escribió algo similar y concluyó: «Si puedes penetrar los misterios de sus reglas basadas en el juego de mesa, Blood Bowl puede ofrecerte una auténtica felicidad bárbara».